# Храм Мая Деви
Храм Мая Деви (на английски: ‎Maya Devi Temple), е будистки храм, разположен в будисткото поклонническо място Лумбини, Непал, част от световното наследство на ЮНЕСКО. Той е основният храм в Лумбини, което традиционно се смята за родното място на Гаутама Буда. До храма се намира свещен басейн (известен като Puskarni) и свещена градина.
Археологическите разкопки, по останки от тухлени сгради, датират обекта като построен през ІІІ век пр.н.е. от Ашока. През 2013 г. е открита дървена светиня от VІ век пр.н.е.
На запад от храма има стълб, направен от крал Ашока, под чието покровителство будизмът се разпространява на територия от Афганистан до Бангладеш. Според надписа на стълба кралят е посетил Лумбини през 249 г. пр.н.е. През VІІ век храмът е поразен от гръмотевица, която го разцепва, и той е ремонтиран с поставянето на метални подпори.

## Легендата
За живота на Буда има много информация, но няма доказателства кога и къде точно е бил роден. Условно се приема, че това се случва някъде около 560 г. пр.н.е.
Според легендите, Сидхарта Гаутама – Буда, е роден в Лумбини, на мястото, където днес се намира храма. Майка му, кралица Мая Деви, пътува към дома на родителите си и спира за кратка почивка в градина в Лумбини. Запленена от красотата на мястото, остава повече и до едно дърво ражда своя син – принц Сидхарта. Преди да роди се е изкъпала в басейна, определен по-късно за свещен.

## Разкопки през 2013 г.
През ноември 2013 г. международен екип от археолози, правещи разкопки под храма под егидата на ЮНЕСКО, откриват останките на древно светилище – дървен храм, а в основата му са намерени минерализирани фрагменти на корени от вековно дърво. Светилището е датирано около 550 г. пр.н.е. Разкопките са ръководени от Робин Кънингам от университета в Дърам, Великобритания, и Кош Прасад Ачария от Тръста за развитие на района на храма Пашупати, Непал.
Според изследователите, това е най-ранното доказателство за будистките структури и първото материално археологическо доказателство за живота на Гаутама Буда. Изводите им не са приети еднозначно от научната общност.
- Изглед към храма и останките от древни манастири
- Храмът със свещения басейн
- Част от градината към храма